# Yaglavend
Yaglavend (azerbajdzjanska: Aşağı Yağləvənd) är en ort i Azerbajdzjan.   Den ligger i distriktet Füzuli Rayonu, i den södra delen av landet, 230 km väster om huvudstaden Baku. Yaglavend ligger 121 meter över havet och antalet invånare är 2 191.
Terrängen runt Yaglavend är huvudsakligen platt, men söderut är den kuperad. Närmaste större samhälle är Böyük Bəhmənli, 3,3 km öster om Yaglavend.
Trakten runt Yaglavend består till största delen av jordbruksmark. Runt Yaglavend är det ganska tätbefolkat, med 104 invånare per kvadratkilometer.